# Isla Middle
La isla Middle es una pequeña isla deshabitada en el océano Atlántico Sur, es parte de las islas Nightingale. La isla es administrada por el Reino Unido como la parte del territorio británico de ultramar de Santa Helena, Ascensión y Tristán de Acuña.